# Liste der Könige von Akkad
Die Reihenfolge der Könige von Akkad ist aus der sumerischen Königsliste bekannt. Ihre absolute Datierung hängt davon ab, wie man die Regierungszeit von Hammurapi ansetzt; in diesem Artikel sind zwei verschiedene Chronologien in Gebrauch: die kurze und die mittlere Chronologie.
| Name                                             | Regierungszeit (Kurze Chronologie) | Regierungszeit (Mittlere Chronologie) | Kommentar                                                                      |
| ------------------------------------------------ | ---------------------------------- | ------------------------------------- | ------------------------------------------------------------------------------ |
| Sargon von Akkad                                 | 2292–2236 v. Chr.                  | 2356–2300 v. Chr.                     |                                                                                |
| Maništušu                                        | 2235–2220 v. Chr.                  | 2299–2284 v. Chr.                     | Nach neuen Berichten von Selz                                                  |
| Rimuš                                            | 2219–2210 v. Chr.                  | 2283–2274 v. Chr.                     | Nach neuen Berichten von Selz                                                  |
| Naram-Sin                                        | 2209–2155 v. Chr.                  | 2273–2219 v. Chr.                     | 54 Jahre Regierungszeit nach neuen Berichten von Selz und Hinweisen von Edzard |
| Šar-kali-šarri                                   | 2154–2129 v. Chr.                  | 2218–2193 v. Chr.                     |                                                                                |
| Zerfall des Akkad-Reiches, Herrschaft der Gutäer |                                    |                                       |                                                                                |
| Igigi                                            | 21. Jahrhundert v. Chr.            | 22. Jahrhundert v. Chr.               | Bürgerkrieg                                                                    |
| Nanium                                           | 21. Jahrhundert v. Chr.            | 22. Jahrhundert v. Chr.               | Bürgerkrieg                                                                    |
| Imi                                              | 21. Jahrhundert v. Chr.            | 22. Jahrhundert. v. Chr.              | Bürgerkrieg                                                                    |
| Elulu                                            | 21. Jahrhundert v. Chr.            | 22. Jahrhundert v. Chr.               | Bürgerkrieg                                                                    |
| Dudu                                             | 2122–2104 v. Chr.                  | 2186–2168 v. Chr.                     |                                                                                |
| Šu-Durul                                         | 2104–2090 v. Chr.                  | 2168–2154 v. Chr.                     | regierte nur noch den nördlichen Landesteil                                    |

## Datierung
Bisher wurde angenommen, dass Rimuš, der jüngere Bruder, zuerst herrschte. Eine ältere Königsliste, die 2003 veröffentlicht wurde, macht eine umgekehrte Reihenfolge sehr wahrscheinlich. Die Nennung von, unter Rimuš eingeführten, genauen Zahlen der Getöteten und Gefangenen von Naram-Sin sprechen ebenfalls dafür, da unter Maništušu solche Erwähnungen fehlen. Die Datierungen der Regierungszeiten tragen der neuen Erkenntnis Rechnung (siehe Einzelnachweis Selz).